# 모닝커피
모닝커피(モーニングコーヒー, Morning Coffee)는 1998년 1월 28일에 발매된 모닝구무스메의 메이저 데뷔 싱글이다.

## 개요
- 모닝구무스메 오리지널 멤버 5명이 발매한 유일한 싱글이며, 커플링 사랑의 씨앗은 모닝구무스메의 인디즈 데뷔곡이다.

- 층쿠(당시 ♂은 붙이지 않는다.)의 본격적인 프로듀스 작품.

- 2002년 2월 20일에 발매된 그래! We're ALIVE의 커플링곡으로 "모닝커피 2002 ver."이 수록되었다. (편곡은 스즈키 슌스케.)

- 2009년, 애프터눈무스메가 결성되었을 때는, 이 곡과 매우 흡사한 (리메이크) "애프터눈커피"가 만들어졌다.

- 2011년 발매된 드림 모닝구무스메의 첫 번째 앨범 드림스 ①에는 드림 모닝구무스메 멤버가 부르는 "모닝커피 드림무스 ver."이 수록되었다.

- 다른 버전의 음원을 추가한 12cm반이 2004년 12월 15일에 발매된 모닝구무스메 EARLY SINGLE BOX에 수록되었으며, 2005년 3월 2일에는 같은 작품이 싱글로 발매되었다.

- 하로프로대만 유닛 아이스크림무스메가 2009년에 발매한 첫 번째 미니 앨범에는 이 곡을 일본어 그대로 커버한 곡과, 중국어로 커버한 중국어ver.이 수록되었다.

## 수록곡

### 8cm반
1. モーニングコーヒー
작사, 작곡 : 층쿠 / 편곡 : 사쿠라이 데쓰타로
2. 愛の種
작사 : 사에키 겐조 / 작곡, 편곡 : 사쿠라이 데쓰타로
3. モーニングコーヒー (Instrumental)

### 12cm반
1. モーニングコーヒー
2. 愛の種
3. モーニングコーヒー (Instrumental)
4. モーニングコーヒー (Unreleased "B♭" Version)

## 참여 뮤지션
※괄호는 트랙 번호
- 사쿠라이 데쓰타로 - 프로그래밍 (1), 코러스 (2)
- 쓰치야 기요시 - 기타 (1, 2)
- 다카하시 유이치 - 기타 (1)
- 고노 신 - 피아노, 키보드 (1, 2)
- 요코제니 유지 - 드럼 (2)
- 로쿠카와 마사히코 - 베이스 기타 (2)

## 차트
- 주간최고순위 6위 (오리콘 차트)